# العلاقات التونسية اللبنانية
العلاقات التونسية اللبنانية هي العلاقات الثنائية التي تجمع بين تونس ولبنان.

## مقارنة بين البلدين
هذه مقارنة عامة ومرجعية للدولتين:
| وجه المقارنة                                              | تونس                                       | لبنان                                                                |
| --------------------------------------------------------- | ------------------------------------------ | -------------------------------------------------------------------- |
| المساحة (كم2)                                             | 163.61 ألف                                 | 10.45 ألف                                                            |
| عدد السكان (نسمة)                                         | 11.53 مليون                                | 6.10 مليون                                                           |
| الكثافة السكانية (ن./كم²)                                 | 70.47                                      | 583.73                                                               |
| العاصمة                                                   | تونس                                       | بيروت                                                                |
| اللغة الرسمية                                             | اللغة العربية                              | اللغة العربية، لغة فرنسية                                            |
| العملة                                                    | دينار تونسي                                | ليرة لبنانية                                                         |
| الناتج المحلي الإجمالي (بليون دولار)                      | 40.26 مليار                                | 51.84 مليار                                                          |
| الناتج المحلي الإجمالي (تعادل القوة الشرائية) بليون دولار | 129.05 مليار                               | 81.54 مليار                                                          |
| الناتج المحلي الإجمالي الاسمي للفرد دولار أمريكي          | 3.87 ألف                                   | 8.05 ألف                                                             |
| الناتج المحلي الإجمالي للفرد دولار أمريكي                 | 11.44 ألف                                  | 17.46 ألف                                                            |
| مؤشر التنمية البشرية                                      | 0.721                                      | 0.769                                                                |
| رمز المكالمات الدولي                                      | +216                                       | +961                                                                 |
| رمز الإنترنت                                              | .tn                                        | .lb                                                                  |
| المنطقة الزمنية                                           | ت ع م+01:00، توقيت وسط أوروبا، ت ع م+02:00 | ت ع م+02:00، ت ع م+03:00، توقيت شرق أوروبا، توقيت شرق أوروبا الصيفي ‏ |

## مدن متوأمة
في ما يلي قائمة باتفاقيات التوأمة بين مدن تونسية ولبنانية:
- ترتبط تونس مع صور باتفاقية توأمة منذ 1999.

## منظمات دولية مشتركة
يشترك البلدان في عضوية مجموعة من المنظمات الدولية، منها:
| علم المنظمة | اسم المنظمة                                 | تاريخ انضمام تونس | تاريخ انضمام لبنان |
| ----------- | ------------------------------------------- | ----------------- | ------------------ |
|             | صندوق النقد العربي                          | ?                 | ?                  |
|             | جامعة الدول العربية                         | 1 أكتوبر 1958     | 22 مارس 1945       |
|             | الاتحاد البريدي العالمي                     | ?                 | ?                  |
|             | يونسكو                                      | 8 نوفمبر 1956     | 4 نوفمبر 1946      |
|             | مؤسسة التمويل الدولية                       | 25 يوليو 1962     | 28 ديسمبر 1956     |
|             | منظمة التعاون الإسلامي                      | ?                 | ?                  |
|             | المركز الدولي لتسوية المنازعات الاستشارية   | 14 أكتوبر 1966    | 25 أبريل 2003      |
|             | منظمة حظر الأسلحة الكيميائية                | ?                 | ?                  |
|             | مؤسسة التنمية الدولية                       | 30 ديسمبر 1960    | 10 أبريل 1962      |
|             | وكالة ضمان الاستثمار متعدد الأطراف          | 7 يونيو 1988      | 19 أكتوبر 1994     |
|             | المصرف العربي للتنمية الاقتصادية في أفريقيا | ?                 | ?                  |
|             | منظمة الشرطة الجنائية الدولية               | ?                 | ?                  |
|             | الأمم المتحدة                               | 12 نوفمبر 1956    | 24 أكتوبر 1945     |
|             | الاتحاد الدولي للاتصالات                    | 14 ديسمبر 1956    | 12 يناير 1924      |
|             | البنك الدولي للإنشاء والتعمير               | 14 أبريل 1958     | 14 أبريل 1947      |
|             | الصندوق العربي للإنماء الاقتصادي والاجتماعي | ?                 | ?                  |

## أعلام
هذه قائمة لبعض الشخصيات التي تربطها علاقات بالبلدين:
- نادين نسيب نجيم (ممثلة وملكة جمال لبنانية، 7 فبراير 1984 – )

## وصلات خارجية
- موقع وزارة الخارجية التونسية